# Fort Capuzzo
 (avril 2025).

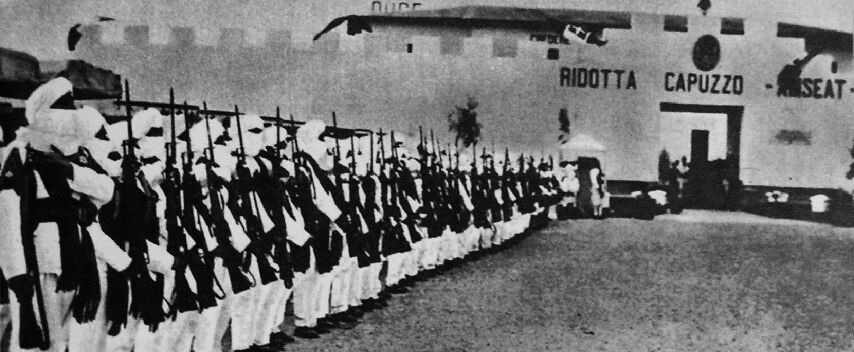
Troupes coloniales libyennes au service de l'Italie, devant le fort, entre 1940 et 1943.

Le fort Capuzzo (en italien Ridotta Capuzzo) était une fortification construite dans le nord-est de la Libye italienne, à la limite de la frontière égyptienne.

Carte situant le fort Capuzzo lors de la Seconde Guerre mondiale.

Le fort fut construit durant la répression italienne de la résistance Senussi durant la Seconde guerre italo-Senussi (1923–1931) et fait partie des forts en appui de la « frontière de barbelés » (en) construite à la frontière avec l'Égypte et avec le Soudan pour contrer les infiltrations Senoussi. 
Au début de la Seconde Guerre mondiale, durant la semaine du 10 juin 1940 marquée par la déclaration de guerre italienne au Royaume-Uni, l'armée britannique (le 11e régiment de Hussards et le 1er régiment royal de chars) captura le fort. Plus tard, la 1re division italienne de chemises noires reprit le fort lors d'une attaque qui mena les Italiens jusqu'à Sidi Barrani, en Égypte, lors de l'invasion du pays. En décembre 1940, la Western Desert Force britannique reprit le fort lors de l'opération Compass, qui durera jusqu'au 9 février 1941.
Le 12 avril 1941, il fut repris par les troupes allemandes de Rommel, surnommé « le Renard du désert », lors du siège de Tobrouk. Il ne retomba définitivement aux mains des Alliés qu'à l'issue de la seconde bataille d'El Alamein fin octobre/début novembre 1942.

## Galerie

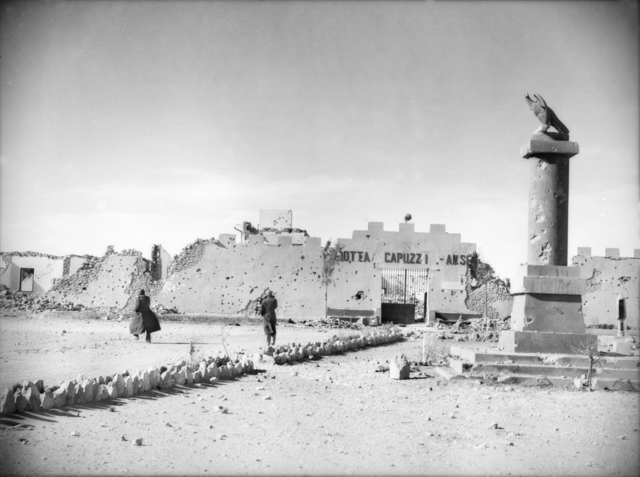
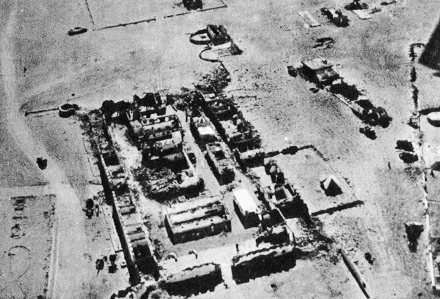
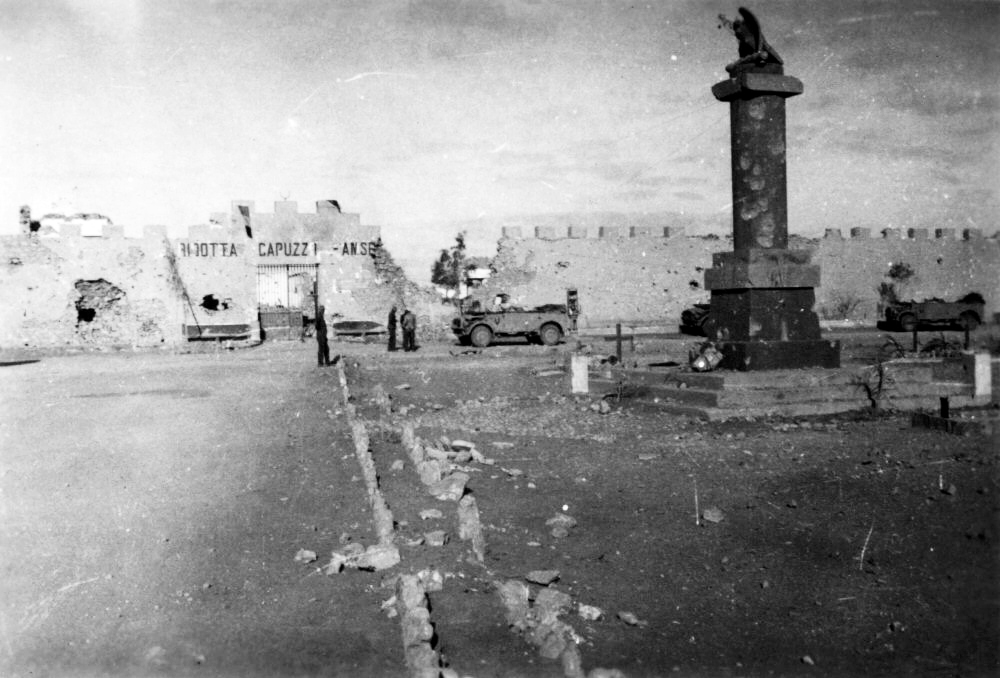
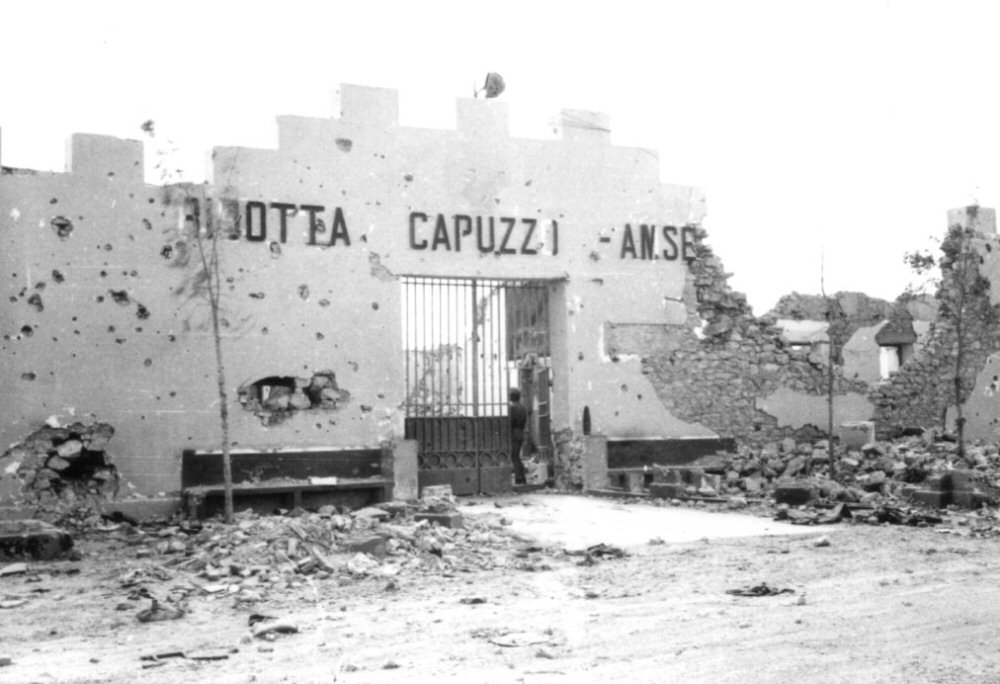
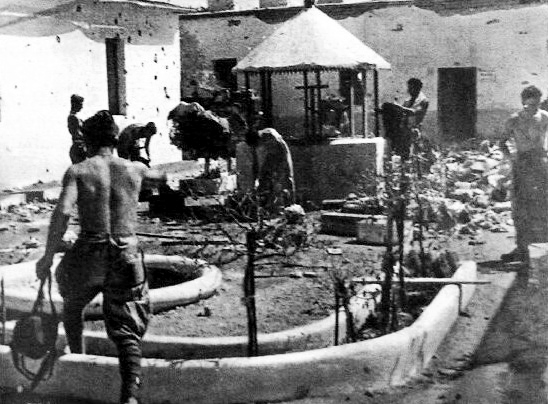
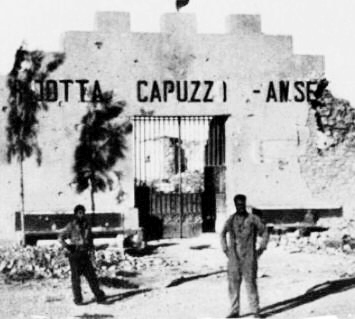